# IC 1695
IC 1695 ist eine elliptische Galaxie vom Hubble-Typ E im Sternbild Fische. Sie ist schätzungsweise 662 Millionen Lichtjahre von der Milchstraße entfernt.
Das Objekt wurde am 26. November 1897 von Lewis Swift entdeckt.